# Pangnirtung
Pangnirtung, także Pang i Pangniqtuuq (inuktitut ᐸᖕᓂᖅᑑᖅ) – osada w Kanadzie, w terytorium Nunavut. Położona we wschodniej części Ziemi Baffina, w regionie Qikigtaaluk, na wybrzeżu fjordu Pangnirtung Fjord. Liczy 1325 mieszkańców (2006).